# Batalha de Quifangondo
A Batalha de Quifangondo, também conhecida em Angola como Batalha da Estrada da Morte, foi travada em 10 de novembro de 1975, perto do assentamento estratégico de Quifangondo, na província de Luanda, entre as Forças Armadas Populares de Libertação de Angola (FAPLA), braço armado do Movimento Popular de Libertação de Angola (MPLA), e do Exército de Libertação Nacional de Angola (ELNA), braço armado da Frente de Libertação Nacional de Angola (FNLA). O engajamento foi notável por marcar o primeiro grande emprego de artilharia de foguetes na Guerra Civil Angolana, bem como a última tentativa séria das forças do ELNA de tomarem Luanda, a capital angolana. Aconteceu no último dia do domínio colonial português no país, que formalmente recebeu a independência poucas horas depois dos combates.
Depois de derrotar uma guarnição das FAPLA na cidade vizinha de Caxito, um exército de militantes do ELNA liderados pessoalmente por Holden Roberto começou a avançar para o sul em direção a Luanda. As forças de Roberto incluíam uma bateria composta de três canhões médios BL de 5,5 polegadas e dois canhões de campanha Tipo 59 de 130mm tripulados por equipes de artilharia zairenses e sul-africanas. O objetivo era desalojar as FAPLA da central hidráulica de Quifangondo e de uma ponte adjacente que atravessava o rio Bengo. A cobertura aérea para a ofensiva do ELNA foi fornecida por um esquadrão sul-africano de bombardeiros English Electric Canberra. Os defensores consistiam da 9ª Brigada das FAPLA e quase uma centena de conselheiros militares cubanos, apoiados por uma bateria composta de canhões anti-carro ZiS-3 e lançadores de foguetes Grad.
Após um bombardeio de artilharia mal-coordenado e um ineficaz ataque aéreo sul-africano, a infantaria leve e motorizada do ELNA atacou a ponte na manhã de 10 de novembro, mas ficou presa a céu aberto ao cruzar uma estrada elevada e bombardeada pelos foguetes dos defensores. O avanço do ELNA parou e os atacantes não conseguiram recuperar a iniciativa. Roberto engajou suas reservas, mas ao meio-dia toda a sua força foi derrotada com pesadas baixas e quase todos os seus veículos destruídos. As forças do ELNA iniciaram uma retirada desordenada e só puderam ser reunidas no dia seguinte. Percebendo que a batalha estava perdida, as tropas sul-africanas e zairenses retiraram-se para o porto próximo de Ambriz e foram posteriormente evacuadas por seus respectivos governos.
Durante a batalha, Portugal renunciou às suas reivindicações à soberania angolana e retirou o resto do seu pessoal administrativo e militar colonial de Luanda. Na manhã de 11 de novembro, o MPLA proclamou a República Popular de Angola, que foi imediatamente reconhecida por Cuba, União Soviética, Brasil e vários Estados africanos solidários. O ELNA havia sofrido uma derrota tão catastrófica em Quifangondo que Holden Roberto não conseguiu lançar outra grande ofensiva; nos dois meses seguintes, suas forças foram gradualmente dispersas e destruídas pelas FAPLA e seus aliados cubanos.

## Antecedentes
Desde o final do século XV, Portugal administrava Angola como parte de um vasto império africano que incluía Moçambique e a Guiné Portuguesa (hoje Cabo Verde e Guiné-Bissau). Após a perda do Brasil e a erosão da sua influência na América durante o início do século XIX, Portugal cada vez mais se focou na consolidação de suas colônias africanas. Como a maior, mais desenvolvida e mais populosa colônia do Império Português, Angola veio substituir o Brasil como a posse ultramarina mais valiosa de Lisboa. Nacionalistas angolanos, liderados pelo nascente Partido Comunista Angolano, desafiavam periodicamente o domínio colonial, mas com poucos resultados. A tendência para a descolonização global durante o final dos anos 1940 e 1950 deu um impulso sem precedentes à confiança e ambições nacionalistas, e em janeiro de 1961 a Guerra da Independência de Angola estourou quando camponeses radicalizados lançaram a revolta da Baixa do Cassange.
Entre 1961 e 1964, três grandes movimentos nacionalistas ganharam destaque na luta entre as forças de segurança portuguesas e militantes anticoloniais locais apoiados em vários graus pela União Soviética, a República Popular da China e vários Estados africanos recentemente independentes. A Frente Nacional de Libertação de Angola (FNLA) foi liderada por Holden Roberto e recrutada principalmente da população congo do norte de Angola e do enclave de Cabinda, uma área tradicionalmente dominada pelo Reino do Congo. No planalto central e no sul de Angola, a União Nacional para a Independência Total de Angola (UNITA) foi formada por Jonas Savimbi e recrutou os seus efetivos de trabalhadores agrícolas ovimbundos e camponeses itinerantes. Um terceiro movimento, o Movimento Popular para a Libertação de Angola (MPLA), foi formado pelo Partido Comunista Angolano e tinha como alvo a embrionária classe trabalhadora alta dos trabalhadores do setor público em Luanda. A maioria dos seus líderes seniores, nomeadamente Agostinho Neto, eram profissionais e intelectuais formados em universidades europeias. Foi nesta elite educada que a combinação de ressentimento anticolonial e exposição à teoria política internacional veio a ser mais articulada; por exemplo, o MPLA investiu pesadamente em campanhas de lobby no exterior, o que conquistou o apoio e o reconhecimento entre os líderes políticos na África e no Oriente Médio. Seu uso de linguagem política marxista e crítica aberta aos Estados Unidos, em particular, provou ser eficaz em ganhar apoio com a União Soviética e governos de esquerda em outros lugares.

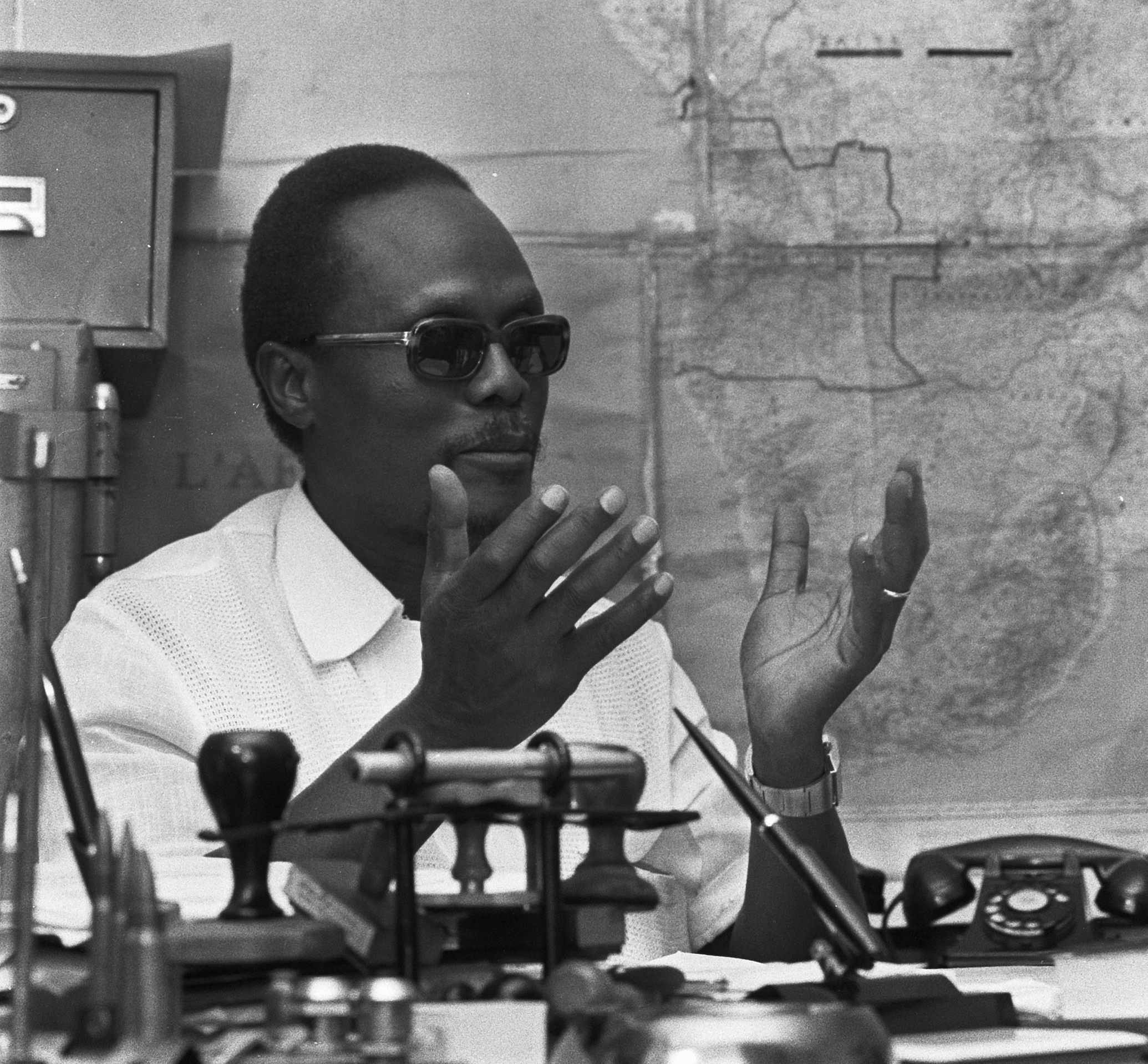
Holden Roberto, líder da FNLA.

Todos os três movimentos formaram rapidamente alas militantes para coordenar as suas campanhas insurgentes contra os portugueses: a FNLA formou o Exército de Libertação Nacional de Angola (ELNA), a UNITA formou as Forças Armadas de Libertação de Angola (FALA) e o MPLA formou as Forças Armadas Populares de Libertação de Angola (FAPLA). A criação de três exércitos insurgentes separados provocou conflitos internos que condenaram qualquer tentativa de apresentar uma frente unida contra os portugueses e limitou sua eficácia no campo de batalha. Até a formação das alas militantes, as disputas entre os movimentos tinham sido em grande parte confinadas à teoria política. No entanto, começando no final de 1961, houve uma série de confrontos entre o ELNA e as FAPLA que se tornaram centrais para a rivalidade entre a FNLA e o MPLA, e evoluíram para hostilidade aberta. Não era incomum para o ELNA interceptar e matar o pessoal das FAPLA que se perdia em sua área de operações. Presos por violentas divisões, os insurgentes agravaram a administração colonial, mas não ameaçaram seu controle do território.
No final de abril de 1974, o governo autoritário do Estado Novo de Portugal foi derrubado pela Revolução dos Cravos, que soou a sentença de morte para as pretensões daquele país como um império colonial. Nacionalistas angolanos perceberam a convulsão política em Lisboa como uma oportunidade para derrubar a ordem colonial; o MPLA, a FNLA e a UNITA rejeitaram os pedidos de cessar-fogo e todos exigiram que os portugueses afirmassem o direito incondicional à independência. O General António de Spínola, chefe do governo provisório português, foi inicialmente a favor da manutenção das colônias como sujeitos federais semi-autônomos, mas encontrou pouco apoio para esta medida na atmosfera progressista que dominou a política local após a revolução. Em 27 de julho de 1974, ele cedeu à pressão e anunciou que as colônias teriam a independência concedida, incondicionalmente.
Em novembro de 1974, a autoridade e o moral das forças de segurança portuguesas em Angola estavam seriamente abalados; enquanto isso, os três movimentos nacionalistas tentavam explorar o vácuo de poder em desenvolvimento reunindo tropas e estocando armas. As alas políticas e militares dos nacionalistas apressaram-se em estabelecer autoridade no terreno, movendo-se rapidamente para assumir o controle de cidades-chave deixadas desprotegidas pelos portugueses em retirada. Carregamentos maciços de armas estrangeiras de seus vários aliados tornaram os movimentos cada vez mais letais à medida que as tensões aumentavam. Os insurgentes também apreenderam grandes quantidades de armas portuguesas dos arsenais das unidades coloniais em extinção. Enquanto suas estruturas administrativas não foram atacadas, os portugueses não fizeram nenhuma tentativa de impor a segurança interna, e os nacionalistas foram capazes de continuar seu acúmulo de tropas e armas sem oposição.

## Prelúdio

### O ELNA expulso de Luanda

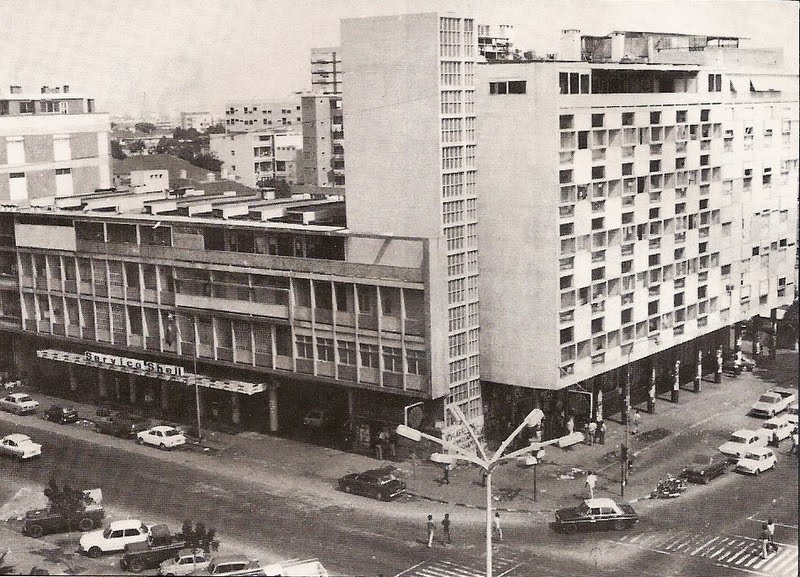
Luanda no início dos anos 1970, pouco antes da guerra civil.

As FAPLA foram as que mais se beneficiaram com a erosão do domínio português em meados de 1974, assumindo o controle de onze das dezesseis capitais de província de Angola. No entanto, distraídas por uma luta de poder interna entre Agostinho Neto e Daniel Chipenda, foram incapazes de consolidar o seu controle sobre Luanda. Em outubro, Holden Roberto aproveitou a situação para começar a transportar por via aérea as tropas do ELNA para Luanda de seus campos de treinamento no vizinho Zaire. Com cada movimento estendendo sua influência sobre a população local, a inquietante paz logo se desfez e em um mês a capital explodiu em sangrentas batalhas de rua. Em 3 de janeiro de 1975, a pedido da Organização da Unidade Africana, Neto, Roberto e Savimbi da UNITA assinaram um acordo no qual concordavam com uma trégua permanente e prometiam encerrar a propaganda mutuamente hostil. Os nacionalistas então participaram de uma conferência multipartidária em Alvor, Portugal, que formou um governo de coalizão do MPLA, FNLA, UNITA e representantes portugueses para governar Angola durante o período interino. O governo de coalizão elaboraria uma constituição, a ser seguida por eleições democráticas. A data da independência de Angola foi fixada para 11 de novembro de 1975, o quatrocentésimo aniversário da fundação de Luanda.
A luta estourou quase imediatamente em Luanda novamente, quando Neto aproveitou o cessar-fogo para lançar um expurgo nos apoiadores de Chipenda. A facção Chipenda foi amplamente aniquilada, deixando o ELNA como o único obstáculo restante para o controle da cidade pelas FAPLA. Chipenda e 2.000 de suas tropas sobreviventes desertaram para o ELNA por volta de fevereiro, o que aumentou ainda mais as tensões.  O ELNA tinha o maior número de pessoal dentro de Angola na época, e foi ainda fortalecido por mais de 400 toneladas de armamento doado pela República Popular da China e canalizado através de um simpático Zaire. O ELNA também se beneficiou de ajuda financeira secreta fornecida pela Central Intelligence Agency (CIA) americana. Roberto foi pressionado por seus comandantes de campo para destruir as forças de Neto enquanto ele detinha uma vantagem indiscutível em mão-de-obra e logística sobre seu oponente. Em 23 de março, o ELNA começou a atacar as bases das FAPLA em Luanda. Uma semana depois, uma coluna motorizada de 500 soldados do ELNA entrou na capital para se juntar à luta, sem oposição das tropas portuguesas em serviço. A ameaça representada pelo aumento de tropas do ELNA estava se provando muito mais formidável do que Neto havia previsto e, perto do final de março, ele apelou à União Soviética e a Cuba por apoio militar.
À medida que uma vitória do ELNA em Luanda se tornava mais aparente, os formuladores de políticas soviéticos ficavam cada vez mais preocupados com Angola. Eles acreditavam que o destino de Angola carregava pesadas implicações para o ímpeto estratégico e diplomático global obtido pela esfera soviética após o fim da Guerra do Vietnã. Eles viam Roberto como um agente do tribalismo congo em vez de um verdadeiro revolucionário e presumiram que seu sucesso serviria aos interesses de Pequim e Washington. A coincidência do patrocínio chinês e americano de Roberto foi especialmente alarmante, pois parecia indicar a possibilidade de uma futura aliança sino-americana dominar Angola, em detrimento dos interesses soviéticos. O resultado foi a aprovação do pedido de Neto de um aumento maciço da ajuda militar soviética às FAPLA. Somente durante março de 1975, pilotos soviéticos voaram com trinta aviões carregados de armas para Brazavile, onde foram descarregados e transportados por trem, caminhão e navio para unidades das FAPLA em Luanda. Em um período de três meses, a União Soviética transportou de avião trinta milhões de dólares em armamentos para as FAPLA. Neto recebeu armas novas o suficiente para equipar 20.000 soldados adicionais, e isso provou ser fundamental para virar a maré contra Roberto. Além disso, uma delegação militar soviética ofereceu-se para fornecer instrutores de treinamento e equipes de logística durante conversas bem divulgadas com a liderança do MPLA em 25 de abril. Por sua vez, Cuba desdobrou um contingente de 230 conselheiros e técnicos militares em Angola para montar o equipamento soviético e treinar um influxo de novos recrutas das FAPLA. Os primeiros assessores cubanos começaram a chegar em maio. 
A infusão de armas soviéticas ajudou a alimentar confrontos cada vez mais pesados em Luanda e forneceu a matéria-prima para uma grande contra-ofensiva convencional das FAPLA. No final de maio, as FAPLA violaram um cessar-fogo de curta duração atacando e derrotando várias guarnições do ELNA nas províncias de Cuanza Norte, Malanje e Uíge. Estimulado por estas vitórias, o Politburo do MPLA autorizou uma contra-ofensiva com o objetivo de isolar e destruir o ELNA em Luanda. Entre 3 e 5 de junho, as FAPLA eliminaram a presença do ELNA no enclave de Cabinda. Os portugueses conseguiram impor um cessar-fogo a 7 de junho, mas este durou pouco: as unidades do ELNA estacionadas em Luanda foram minadas pelos combates no final de maio e o estado-maior geral das FAPLA, detectando fraqueza, estava ansioso por acabar com eles de uma vez por todas. Em 9 de julho, as FAPLA e a milícia popular do MPLA retomaram sua contra-ofensiva, trazendo todo o peso de suas armas fornecidas pelos soviéticos, incluindo morteiros e tanques T-34-85, para enfrentar a infantaria levemente armada do ELNA. Após vários dias de batalhas nas ruas, as FAPLA estavam em plena posse de Luanda, tendo expulsado o ELNA da capital e arredores. O ELNA divulgou um comunicado à imprensa acusando assessores cubanos de terem desempenhado um papel importante na contra-ofensiva das FAPLA. Enfatizando o fato de que as FAPLA violaram o cessar-fogo mais recente, Roberto anunciou que não iria mais negociar a paz com Neto. O MPLA respondeu que da mesma forma deixaria de negociar a paz e continuaria a guerra até que a FNLA e o ELNA fossem definitivamente derrotados.

### O Zaire e a África do Sul intervêm
Após a sua expulsão de Luanda, o ELNA retirou-se para o porto vizinho de Ambriz, onde estabeleceu o seu novo quartel-general militar e começou a planejar uma contra-ofensiva em Luanda. Roberto, que até então dirigia o esforço de guerra de Quinxassa, imediatamente fez os preparativos para retornar a Angola e gerenciar todas as operações do ELNA pessoalmente. Ele afirmou que iria capturar Luanda antes da independência de Angola. Por enquanto, porém, ele contentou-se com a preparação para essa ação decisiva. Durante o final do verão e início do outono, o ELNA recrutou mais tropas e consolidou seu controle sobre a maior parte do norte de Angola.

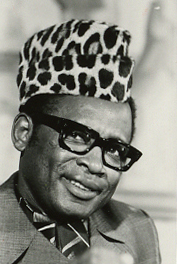
Mobutu Sese Seko, aliado pessoal de Roberto no Zaire, retratado em 1975.

Os agentes de compras do ELNA recorreram ao Zaire e aos Estados Unidos com pedidos de mais armas, das quais precisavam para contrabalançar a ajuda soviética e cubana às FAPLA e retornar o equilíbrio militar a favor de Roberto. A CIA concordou em enviar catorze milhões de dólares em material coletivamente para o ELNA e as FALA, incluindo caminhões, equipamento de rádio, armas portáteis e armas anti-carro. Para manter seu envolvimento oculto, usaram o Zaire como um canal para o fluxo de armas de fabricação americana para o ELNA. A cobertura foi fornecida através de um programa paralelo para equipar as Forças Armadas do Zaire. A África do Sul também ofereceu assistência substancial ao ELNA, oferecendo apoio logístico, armas portáteis, munição e treinamento. Conselheiros militares sul-africanos sob o Comandante Jan Breytenbach entraram em Angola posteriormente para começar a fornecer treinamento básico e instrução técnica sobre as armas fornecidas. A decisão da África do Sul de lançar ajuda para o ELNA e as FALA marcou o primeiro passo definitivo em direção ao seu próprio e profundo envolvimento na guerra angolana, o início de uma série de escaladas que levariam ao engajamento de forças terrestres regulares em 23 de outubro.
De todos os benfeitores externos do ELNA, Roberto olhou com otimismo para seu aliado pessoal, o presidente zairense Mobutu Sese Seko, para obter apoio militar direto. Durante os primeiros estágios da guerra civil, o governo zairense forneceu aeronaves para transportar militantes do ELNA para Luanda. Além disso, o Zaire equipou o ELNA com milhares de fuzis obsoletos de seus próprios estoques de reserva, bem como carros blindados Panhard AML que foram transportados de avião diretamente para Ambriz. Regulares do exército zairense - dois batalhões de paraquedistas, totalizando cerca de 1.200 homens começaram a cruzar a fronteira para Angola em 18 de maio. Neto queixou-se de que Angola estava sendo alvo de uma "invasão silenciosa de soldados do Zaire", o que levou os portugueses a apresentarem um protesto oficial a Mobutu no final de maio.
Encorajado pelas entregas de armas e compromissos de apoio adicional, Roberto ordenou às suas tropas que se apoderassem da estratégica encruzilhada da cidade de Caxito, o qual estava a menos de 60 km (37 mi) do nordeste de Luanda. O ELNA expulsou uma guarnição das FAPLA da cidade em 24 de julho, onde realizou uma coletiva de imprensa triunfante para a mídia internacional. Para efeitos de publicidade, anunciava que tanto o Caxito como a autoestrada que ia para o sul em direção a Luanda seriam renomeados em homenagem a Roberto. No entanto, em uma semana, os avanços do ELNA ao sul de Caxito foram controlados pela forte resistência das FAPLA. Em 30 de agosto, o ELNA retomou sua ofensiva e progrediu até Quifangondo antes de ser detido novamente pelas FAPLA. As FAPLA lançaram uma contra-ofensiva com sua 9ª Brigada convencional em 4 de setembro, e o ELNA começou uma retirada desordenada, abandonando dezenas de armas e caixotes de munição com marcações americanas. As FAPLA recapturaram Caxito e exibiram publicamente as munições capturadas como prova da colaboração da CIA com Roberto. O ELNA chamou reforços e, apoiado por paraquedistas do Zaire, recapturou Caxito em 17 de setembro. Entre 23 de setembro e 26 de setembro, o ELNA conseguiu capturar o Morro de Cal, uma colina que dava para a rodovia de Luanda e localizada a apenas 5 km (3.1 mi) de Quifangondo. Um ataque das FAPLA ao Morro de Cal em 23 de outubro não teve sucesso e, a conselho cubano, as tropas de Neto mudaram seu foco para fortalecer seus trabalhos defensivos em torno de Quifangondo. Roberto planejou usar o Morro de Cal como um trampolim para seu ataque final a Quifangondo, que ele adiou para novembro.

## Forças opostas

### ELNA
Em Janeiro de 1975, o ELNA era o maior dos três exércitos angolanos, com 21.000 militares regulares. No entanto, não mais do que a metade da mão-de-obra do ELNA estava realmente dentro de Angola em qualquer momento, uma vez que Roberto preferia manter suas forças mais confiáveis na reserva para guarnecer seus acampamentos externos no Zaire. No início do ano, havia 9.000 soldados do ELNA em Angola. Em outubro ainda havia apenas cerca de 10.000 soldados do ELNA em Angola, quase todos eles concentrados nas províncias do norte do território. Eles foram inflados por um número de novos recrutas congo alistados desde a expulsão do ELNA de Luanda, assim como os 2.000 ex-desertores das FAPLA sob Daniel Chipenda. Destas tropas, a maioria era necessária para guarnecer o centro congo do ELNA, e Roberto foi capaz de reunir não mais do que 3.500 soldados para seus avanços do outono em Luanda. A CIA estimou que havia 2.500 militares do ELNA em ou ao redor de Caxito em agosto de 1975. Entre 1.000 e 2.000 dessas forças estavam disponíveis para a ofensiva final de Roberto em novembro contra Quifangondo, o restante aparentemente mantido na reserva em Caxito. De acordo com os próprios números de Roberto, ele tinha 2.000 soldados na ofensiva ao longo da frente Caxito-Quifangondo. Esses homens eram em sua maioria bizonhos, indisciplinados e inexperientes. A maioria considerável eram recrutas recém incorporados com pouco treinamento; poucos estiveram sob fogo hostil. Também na força do ELNA estavam 120 veteranos do exército português que se alistaram sob o comando de Roberto. A CIA os descreveu como colonos nascidos em Angola que passaram por tempos difíceis e muitas vezes se ofereceram como voluntários para o ELNA por razões ideológicas. O contingente português era comandado pelo Coronel Gilberto Manuel Santos e Castro. O Coronel Santos e Castro era o chefe de gabinete do ELNA e o mais alto comandante de campo do ELNA presente em Quifangondo.

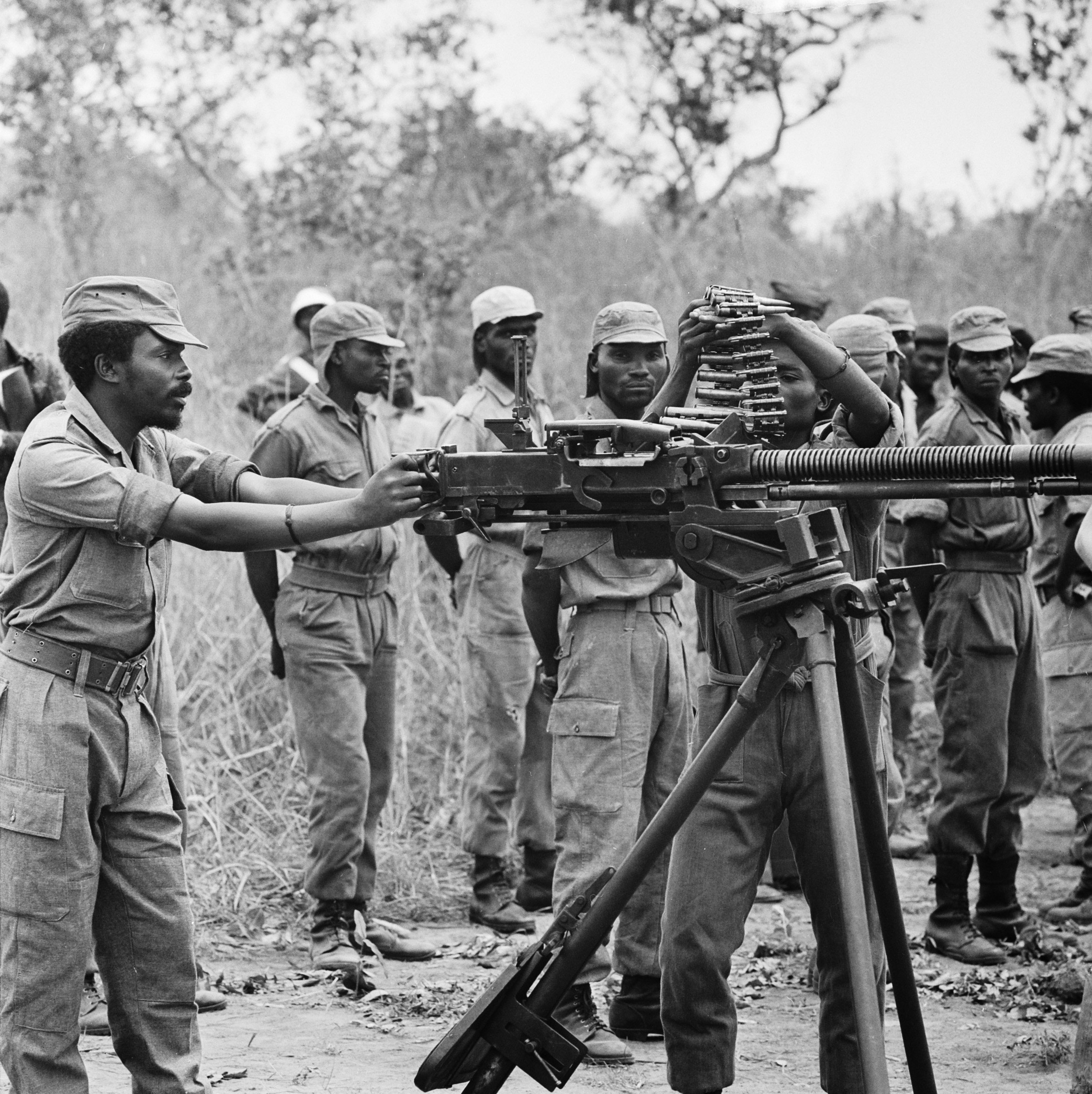
Militantes do ELNA em um campo de treinamento no Zaire.

Roberto fez questão de dirigir a ofensiva pessoalmente, embora não tivesse experiência militar anterior e muitas vezes ignorasse as recomendações de seus mais experientes conselheiros sul-africanos e portugueses. O ELNA não tinha uma estrutura de comando coerente e suas unidades eram organizadas de forma inconsistente. Além disso, a ignorância de Roberto sobre logística dificultou a capacidade do ELNA de distribuir ou manter o equipamento que recebeu dos seus aliados. John Stockwell, um observador da CIA enviado para avaliar as capacidades do ELNA no final de 1975, observou que o ELNA havia recebido quantidades adequadas de armas e munições, mas "não era capaz de organizar os sistemas logísticos necessários para empregá-los ou desenvolver as comunicações, manutenção, liderança de combate e disciplina para organizar um esforço militar eficaz”. Uma das principais fraquezas do ELNA foi sua falha em encorajar a proficiência técnica, o que por sua vez garantiu que a maioria dos seus recrutas não quisesse ou não pudesse se familiarizar com suas armas. Tiro individual e manutenção de armas pessoais eram muito ruins. Peter McAleese, um mercenário ligado às forças de Roberto durante a guerra civil, declarou que as tropas do ELNA que ele inspecionou "eram inúteis. Eles foram treinados pelos chineses em Kinkusu no Zaire e passaram o seu tempo aprendendo... slogans em vez de treinando com suas armas, as quais raramente dispararam, mesmo no estande."
O ELNA afirmou à imprensa no final de agosto que possuía tanques, e ameaçou usá-los durante futuras ofensivas em Luanda. O Zaire aparentemente se comprometeu a fornecer ao ELNA até 25 tanques Tipo 59, mas se as forças de Roberto realmente os receberam ainda não está claro. Apenas dois podem ter sido transferidos para o ELNA, e eles foram fornecidos sem tripulações ou transportadores de tanques para movê-los. Os tanques chegaram tarde demais para serem usados na luta em Quifangondo. No início de novembro, os únicos blindados comparáveis que o ELNA possuía eram nove carros blindados antiquados Panhard AML-60 e AML-90, todos em estado decrépito devido à idade e à péssima manutenção. O ELNA também tinha pelo menos um transporte blindado de pessoal Panhard M3 VTT, provavelmente um dos vários abandonados em Angola pelos portugueses em retirada.
A infantaria do ELNA estava equipada com uma variedade de armas portáteis ocidentais, chinesas e soviéticas. O aumento do fluxo de material estrangeiro e ajuda financeira a partir de agosto fez pouco para melhorar esta situação devido a problemas logísticos e corrupção nas Forças Armadas do Zaire, que desviaram as armas mais modernas fornecidas pela CIA com destino ao ELNA para os seus próprios arsenais. As armas portáteis que o ELNA recebeu intactas da CIA e do Zaire eram todas obsoletas ou quase obsoletas, e irremediavelmente superadas pelo sofisticado armamento soviético das FAPLA. Para apoio de fogo, o ELNA tinha seis morteiros de 120mm de origem americana. Eles fizeram parte de um carregamento maior de armas fornecido pela CIA em agosto, junto com 3.430 projéteis de alto explosivo de 120mm. Além dos morteiros, a infantaria do ELNA tinha seis canhões sem recuo M40, montados em jipes. A escassez de armas pesadas de apoio durante a ofensiva de Roberto sempre foi uma de suas principais preocupações, e ele repetidamente apelou a seus aliados por ajuda a esse respeito.
O Brasil, mesmo sendo um dos intervenientes na batalha de Quifangondo ao lado da FNLA/ELNA, com um total de 12 especialistas militares liderados por José Paulo Boneschi, atuando sob o estandarte do Corpo de Fuzileiros Navais da Marinha do Brasil, rapidamente abandonou a batalha e o presidente general Ernesto Geisel decidiu reconhecer, ainda em 6 de novembro de 1975, como legítimo representante do povo angolano as tropas das FAPLA que defendiam Luanda comandadas por Agostinho Neto. Foi, portanto, antes da data oficial de independência de Angola. O Brasil, assim, estabeleceu relações diplomáticas com a nova República que se instalara. Fez isso antes mesmo de qualquer país do bloco socialista.

### Zaire e África do Sul
Os regulares do exército zairense começaram a se infiltrar no norte de Angola em maio, aproveitando as passagens de fronteira deixadas desprotegidas pelos portugueses. Em 11 de setembro, possivelmente com o incentivo tácito da CIA, Mobutu ordenou que os paraquedistas dos 4º e 7º Batalhões Comando do Zaire fossem enviados para apoiar o avanço em direção a Luanda. Ambas as unidades foram imediatamente transportadas de avião para o quartel-general do ELNA em Ambriz. Eles foram colocados sob o comando coletivo do oficial militar zairense em Angola, o Coronel Manima Lama. A falta de conhecimento técnico do ELNA aumentou a importância do pessoal zairense, que deveria operar as poucas armas pesadas sofisticadas que Roberto havia adquirido. A CIA também esperava que a presença de oficiais e graduados zairenses ajudasse a fortalecer a fraca liderança e estrutura de comando do ELNA. No momento da sua intervenção em Angola, no entanto, as Forças Armadas do Zaire estavam sendo devastadas por uma série de expurgos políticos internos, o que provavelmente prejudicou sua capacidade de ajudar ainda mais o ELNA. Moral entre as forças armadas, mesmo entre os batalhões de elite desdobrados em Ambriz, estava baixo. O tamanho do contingente militar zairense em Angola atingiu um pico de 1.200 entre maio e setembro de 1975. Os dois batalhões de paraquedistas foram fundamentais na retomada de Caxito das FAPLA em 17 de setembro. Pelo menos 700 paraquedistas zairenses foram selecionados para ajudar a liderar o ataque final a Quifangondo. O restante estava presente no campo de batalha, mas provavelmente mantido na reserva.
O primeiro apoio de artilharia de campanha que o ELNA recebeu foi fornecido por dois canhões de campanha Tipo 59 de 130mm entregues pelo governo de Mobutu no início de setembro. Essas armas eram operadas por equipes zairenses e eram de origem chinesa, embora Mobutu as tenha comprado de forma tortuosa na Coréia do Norte. Eles tinham um alcance efetivo de 32 km (20 mi). As missões de fogo do Zaire raramente eram precisas, mas tiveram um impacto notável sobre o moral das tropas das FAPLA, que não tinham artilharia de longo alcance comparável na época. Roberto insistiu que precisava de mais artilharia para tomar Luanda. Em 8 de novembro, um oficial sênior da artilharia sul-africano, Major Jack Bosch, chegou com três canhões médios BL de 5,5 polegadas. Estes tinham um alcance efetivo de 19 km (12 mi). Stockwell ridicularizou as armas como "armas obsoletas com alcance limitado", observando que não eram uma melhoria na artilharia zairense já presente. No entanto, eles foram a única artilharia de alcance moderado que a África do Sul foi capaz de colocar em ação em curto prazo. Os canhões eram tão grandes e pesadas que tiveram que ser desmontadas antes de serem transportadas de avião para Ambriz. Não tendo tratores de canhões, as equipes sul-africanas confiscaram uma combinação de veículos civis e caminhões do exército português abandonados para rebocá-los até Morro de Cal. Quando a Batalha de Quifangondo começou, havia 20 artilheiros sul-africanos de baixa patente presentes, excluindo seus oficiais e um ordenança médico. Incluindo os oficiais de artilharia, pessoal de logística e os conselheiros já vinculados ao ELNA, a presença militar sul-africana total na frente de Caxito-Quifangondo era de cerca de 54 homens. Além das equipes de peça, nenhuma outra formação tomou parte ativa na luta.

### FAPLA
No início de 1975, as FAPLA tinham entre 5.000 e 8.000 homens armados, a maioria deles recrutas recentes. O governo português estimou que as FAPLA tinham uma força de combate efetiva de 5.500 regulares armados, embora quando suas formações irregulares são levadas em consideração, as FAPLA possam ter sido capazes de reunir uma força consideravelmente maior. As FAPLA seguiam uma doutrina militar única que ditava papéis separados e distintos tanto para um exército regular quanto para uma "milícia popular". Isso foi reflexo de uma escola particular de pensamento político marxista-leninista que considerava uma milícia popular como a força de defesa local mais apropriada sob um sistema socialista. As milícias populares deveriam ser administradas democraticamente e não tinham distinções externas de posto, contrabalançando assim a tendência para a formação de uma casta militar. No início de julho, o MPLA tinha armado milhares de seus apoiadores políticos das favelas de Luanda com armas leves fornecidas pelos soviéticos, organizando-os em uma milícia popular que efetivamente funcionou como reserva estratégica das FAPLA e desempenhou um papel fundamental na expulsão do ELNA da capital.
As unidades regulares e irregulares das FAPLA passaram por uma expansão sem precedentes entre janeiro e novembro para combater a contínua ameaça do ELNA a Luanda, bem como os avanços paralelos das FALA para o sul. João Luis Neto "Xiyetu", chefe do Estado-Maior Geral das FAPLA, autorizou uma campanha massiva de recrutamento com o objetivo de dobrar o número de soldados para 20.000 até novembro; isso colocaria as FAPLA aproximadamente no mesmo nível do ELNA em termos de mão-de-obra. No final de março, a União Soviética havia fornecido às FAPLA armas e munições suficientes para acomodar sua duplicação de pessoal. Em abril, as FAPLA recrutaram 3.000 ex-veteranos katangeses da Crise do Congo, que haviam sido exilados em Angola após uma tentativa de secessão fracassada uma década antes. Os recrutadores das FAPLA capitalizaram sua hostilidade coletiva contra o regime de Mobutu no Zaire para obter seu apoio contra seu aliado angolano, Roberto. A campanha de recrutamento aparentemente excedeu as expectativas; as FAPLA alcançaram uma força de tropa estimada de 20.000 por volta de agosto. Estas forças estiveram parcialmente concentradas em Luanda e nos restantes portos marítimos do país, nomeadamente Lobito, Cabinda e Moçâmedes, e parcialmente dispersas em guarnições isoladas no vasto interior subdesenvolvido. Como seus colegas do ELNA, os combatentes das FAPLA eram em sua maioria inexperientes; oriundos das fileiras da classe trabalhadora desempregada, ativistas políticos e sindicalistas de Luanda e possuíam pouco instinto para a arte militar de campo.
Já em outubro de 1974, os soviéticos ofereceram assistência no treinamento e no armamento de 2.000 recrutas das FAPLA escolhidos a dedo para formar o núcleo de uma brigada regular das FAPLA, capaz de realizar operações militares convencionais. As FAPLA consideraram seriamente a oferta dos soviéticos e até elaboraram planos para a brigada, que seu estado-maior geral considerava uma força de reação rápida motorizada ("Brigada de Intervenção"). No entanto, a oferta de Moscou dependia do envio dos recrutas necessários à União Soviética para o treinamento das FAPLA. Neto recusou a sugestão. Ele insistiu que o envio de suas melhores tropas ao exterior significava que elas estariam indisponíveis no caso de uma crise no front doméstico. Com a guerra civil em curso, as FAPLA simplesmente não podiam abrir mão de 2.000 homens. No final, um acordo foi alcançado: apenas os oficiais e especialistas de armas da nova unidade seriam enviados para treinamento. Em março de 1975, os primeiros recrutas partiram para a União Soviética. Entre 20 e 30 oficiais foram instruídos no curso de Vystrel perto de Moscou, enquanto outros 200 praças receberam treinamento de guerra convencional em uma base militar soviética em Perevalnoe, na Criméia. Em setembro, eles voltaram e se juntaram ao serviço como parte da recém-designada 9ª Brigada das FAPLA. A União Soviética armou e equipou a brigada com um carregamento de veículos e armas pesadas entregues a Pointe-Noire em agosto, que as FAPLA transportaram para Luanda. Depois de ser equipada, a 9ª Brigada foi colocada sob o comando de David Moisés "Ndozi" e desdobrada ao longo da frente Caxito-Quifangondo em 4 de setembro. Elementos da 9ª Brigada formaram o núcleo da força de bloqueio das FAPLA entre a ofensiva do ELNA e Luanda em novembro, e Moisés era o mais alto comandante de campo das FAPLA presente em Quifangondo.
Nem toda a 9ª Brigada foi enviada para Quifangondo; a unidade, já abaixo da força estipulada, ficou ainda mais esgotada quando alguns dos retornados da União Soviética foram desviados para o sul para lutar contra as FALA. A posição das FAPLA em Quifangondo também foi prejudicada pela partida de 200 ex-soldados katangeses, que estiveram presentes até ao final de outubro, altura em que também foram desviados para o sul para conter a ofensiva das FALA em Benguela. A guarnição reduzida das FAPLA, de aproximadamente 850 para pouco mais de 1.000 homens, foi considerada capaz de manter Quifangondo contra o exército de Roberto no futuro imediato. Além dos membros da 9ª Brigada, que geralmente eram bem treinados no usa de suas armas, a maior parte da guarnição das FAPLA era composta de novos recrutas evacuados de um campo de treinamento em Vila Salazar. No final de outubro, as FAPLA fecharam o acampamento e abandonaram Vila Salazar para se concentrarem na defesa de Luanda. Os recrutas de Vila Salazar foram rapidamente lançados na batalha durante o ataque mal-sucedido ao Morro do Cal, e foram rechaçados para Quifangondo por uma força combinada ELNA-Zairense junto com as outras tropas das FAPLA.
A infantaria das FAPLA estava, em sua maior parte, equipada com vários fuzis automáticos padrão Kalashnikov originárias do bloco soviético, embora fuzis vz. 52 mais antigos da Tchecoslováquia, doados por Cuba de seus estoques de reserva, também fossem comumente usados. Os vz. 52 tinham sido entregues com o propósito expresso de armar os batalhões formados em alguns campos de treinamento selecionados, incluindo Vila Salazar, e teriam sido trazidos pelos recrutas de lá. Em termos de armas de apoio pesado, as FAPLA eram geralmente superiores a seus oponentes. Elas possuíam grandes quantidades de RPG-7, também fornecidos por Cuba, morteiros de 82mm e canhões sem recuo B-10. Os únicos blindados pesados que as forças de Neto possuíam durante a maior parte de 1975 foram 12 tanques médios T-34-85 da época da Segunda Guerra Mundial doados pela Iugoslávia. Os tanques teriam sido usados para expulsar o ELNA de Luanda em julho. Referências a esses tanques começaram a aparecer em relatórios das FALA e da África do Sul em setembro. Nesse mesmo mês, a União Soviética doou mais 10 T-34-85 às FAPLA, prometendo que seriam entregues em Luanda antes de 10 de novembro. Embora não muito formidável do ponto de vista convencional, a presença dos arcaicos T-34-85 foi um fator decisivo, uma vez que o ELNA não tinha tanques próprios para combatê-los. À medida que as tropas de Roberto se aproximavam de Luanda no início de novembro, os tanques foram escavados nas colinas a leste da capital, mas poderiam ser mobilizados rapidamente se o ELNA invadisse as obras defensivas em Quifangondo.

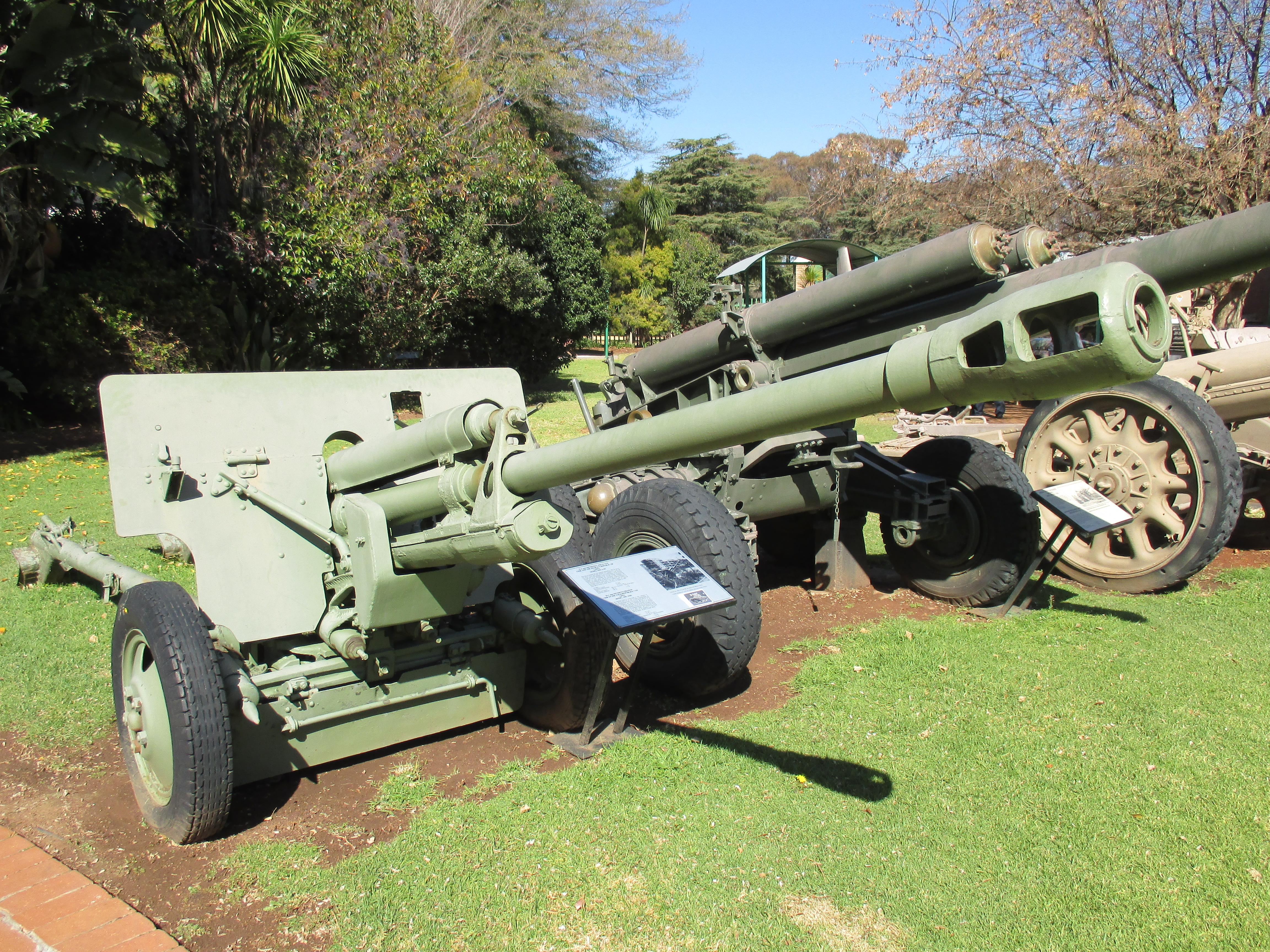
Canhão divisional de 76mm ZIS-3 das FAPLA no Museu Nacional de História Militar da África do Sul.

A guarnição de Quifangondo estava bem equipada com artilharia e armas pesadas de apoio. Incluindo a bateria de artilharia integral da 9ª Brigada sob o comando de Roberto Leal Ramos Monteiro "Ngongo", com 12 canhões divisionais ZiS-3 de 76mm. O ZiS-3 tinha um alcance efetivo de 13 km (8.1 mi). Embora extremamente versáteis como armas de apoio de infantaria, os canhões divisionais foram considerados inadequados para repelir um ataque determinado por atacantes com apoio de artilharia próprio, e em setembro os soviéticos concordaram em fornecer às FAPLA o Lançador múltiplo de foguetes BM-21 Grad montado em caminhões lançadores. O BM-21 tinha um alcance de 20 km (12 mi) e poderia disparar salvas de 40 foguetes de 122mm de cada vez. No início de novembro, os dois primeiros BM-21 foram levados para Point-Noire por pilotos soviéticos, apesar das objeções de Neto e seu estado-maior, que os desejavam transportados de avião diretamente para Luanda. Em poucos dias, um total de seis BM-21 foi entregue e armazenado em Point-Noire. Aí foram remontados por técnicos cubanos e transportados de navio para Luanda, com chegada a 7 de Novembro. Os lançadores de foguetes foram fornecidos com ampla munição; entretanto, os soviéticos negligenciaram incluir os fusíveis necessários. Isso os deixou impotentes até a noite de 9 de novembro, quando os fusíveis foram finalmente trazidos de Cuba.
Se algum dos BM-21 foi desdobrado em Quifangondo depois de 7 de novembro é uma questão disputada. Fontes ocidentais e sul-africanas quase todas relataram sua presença em Quifangondo durante a batalha em 10 de novembro. Observadores da CIA ligados à equipe de Roberto presentes durante o engajamento também afirmaram que eles estavam lá. No entanto, Monteiro foi inflexível em dizer que sua bateria em Quifangondo não incluía nenhum BM-21, apenas seis Grad-P de tubo único portáteis, que utilizavam a mesma munição, mas não eram capazes de disparar vários projéteis na salva. Fontes das FAPLA geralmente não reconhecem o emprego em combate do BM-21 até a ofensiva final da 9ª Brigada em Caxito no final do mês. Uma fonte soviética sugere que os BM-21 não foram desdobrados ao longo da linha de frente em Quifangondo, mas na retaguarda, ao lado das reservas.

### Cuba

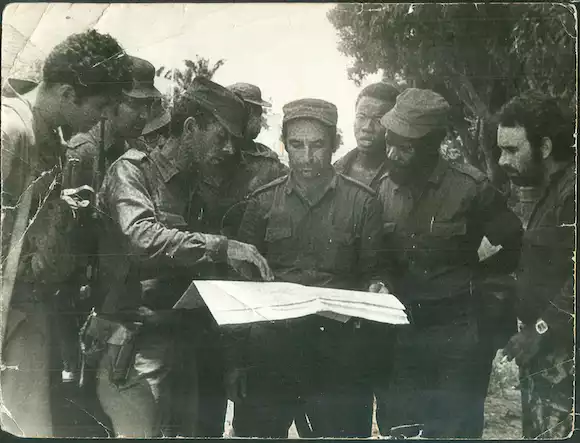
Primeiro Comandante Carlos Fernández Gondín, segundo chefe da Missão Militar Cubana em Angola, juntamente com os comandantes das FAR, durante a Batalha de Quifangondo, em 10 de novembro de 1975.

A pedido de Neto, uma grande missão militar cubana foi desdobrada em Angola em outubro: cerca de 500 oficiais e praças sob o comando de Raul Diaz Arguelles, ex-chefe da Décima Dirección, uma diretoria que coordenou todas as operações militares cubanas no exterior. A partir de setembro, esses conselheiros instruíram as FAPLA na guerra convencional nos campos de treinamento em Henrique de Carvalho, Benguela, Vila Salazar e Cabinda. Seu objetivo era treinar, armar e equipar 4.800 recrutas das FAPLA para 16 novos batalhões de infantaria, 25 companhias de morteiros e um corpo de defesa aérea. Tripulações de blindados e artilheiros cubanos também foram desdobrados para operar o hardware mais sofisticado das FAPLA, ou seja, seus tanques e artilharia pesada, até que um número adequado de recrutas das FAPLA pudessem ser treinados para substituí-los. Um destacamento de 20 dos mais experientes especialistas em artilharia de Cuba foi formado especificamente para servir e operar os seis BM-21. A 19 de Outubro, Argüelles traçou um plano de defesa para Luanda e ordenou a evacuação do centro de treinamento de Vila Salazar para que pudesse transferir a maior parte dos homens para Quifangondo. Neste momento, 58 militares cubanos estavam estacionados em Quifangondo, incluindo 40 instrutores de Vila Salazar. Um batalhão de tropas internas do Ministério do Interior cubano foi nomeado reserva geral na sua chegada a Luanda por volta de 8 de novembro. Seria a segunda linha de defesa em Quifangondo. Os BM-21, operados por 20 especialistas de artilharia cubanos, podem ter sido localizados perto de sua posição, possivelmente 6 km (3.7 mi) à retaguarda. Havia pelo menos 88 cubanos na primeira linha de defesa, incluindo os instrutores de treinamento de Vila Salazar; seguindo a tradição militar cubana, eles deveriam lutar ao lado de seus alunos. Argüelles tinha tão poucos homens que ordenou que uma companhia cubana de morteiros e alguns especialistas antiaéreos fossem transferidos de Cabinda para se juntarem aos defensores em Quifangondo.

## Considerações táticas
Quifangondo era uma pequena aldeia no norte da Província de Luanda, cerca de 30 km (19 mi) da baixa de Luanda. Antes da guerra civil, o assentamento era conhecido principalmente por ser a localização de um reservatório que fornecia água a Luanda. Sua defesa tinha assumido uma importância crescente nos círculos de comando das FAPLA no início dos combates, quando os danos ao complexo hidroelétrico do Dondo a leste tornaram a capital ainda mais dependente do reservatório de água de Quifangondo. As colinas ao redor de Quifangondo dominavam as abordagens do norte de Luanda, com vista para a rodovia em direção a Funda a leste e Caxito a norte. O trecho da rodovia que conduzia ao norte até Caxito era limitado a oeste pelo Oceano Atlântico e a leste por pântanos intransitáveis. Movimento fora da estrada era geralmente difícil para veículos sobre rodas. Nos arredores de Quifangondo, o pântano dava lugar a um corpo d'água conhecido como Lago Panguila.
A captura de Caxito por Roberto no final de julho deixou Quifangondo e grande parte do norte da Província de Luanda vulneráveis à invasão das forças do ELNA. Em outubro, quando as tropas do ELNA começaram a invadir a capital, Quifangondo tornou-se ainda mais vulnerável, em parte devido à sua proximidade com o Morro de Cal. Engenheiros de combate cubanos supervisionaram a construção de defesas em escala ao redor de Quifangondo, incluindo bunkers subterrâneos para fornecer alguma medida de proteção contra os bombardeios de artilharia do ELNA. O plano de Argüelles para a defesa de Luanda era usar a guarnição de Quifangondo para sustentar a extremidade do seu flanco ocidental, enquanto outras unidades cubanas e das FAPLA se reuniriam em uma série de linhas defensivas concebidas às pressas que se estendiam de Quifangondo a Funda, e de Funda para Cacuaco. Tropas cubanas adicionais foram mantidas na reserva no distrito de Grafanil, onde vários depósitos de armas das FAPLA estavam localizados.
As forças do ELNA sondaram Quifangondo pela primeira vez em 30 de agosto. Após o ataque fracassado das FAPLA no Morro de Cal em 23 de outubro, o ELNA perseguiu as tropas cubanas e das FAPLA em retirada para Quifangondo, mas não foi capaz de prosseguir com sua vantagem e tomar o assentamento. Em 5 de novembro, a infantaria do ELNA acompanhada por carros blindados realizou outra ação de sondagem para testar a força das defesas. Assim que os veículos estavam dentro do alcance, eles ficaram sob fogo pesado dos foguetes e canhões divisionais da 9ª Brigada, forçando as tropas do ELNA a se retirarem. Em 8 de novembro, as tropas do ELNA e do Zaire fizeram uma segunda tentativa de se aproximar da vila, mas foram novamente submetidas ao fogo de artilharia fulminante e forçadas a abandonar seu avanço. Essas experiências tiveram o efeito de persuadir Roberto de que ele precisava de mais armas para suprimir a bateria das FAPLA. A entrega subsequente de três canhões médios pela África do Sul e promessas de apoio aéreo, por meio de um esquadrão de bombardeiros English Electric Canberra, encorajou Roberto a lançar seu ataque final, que estava programado para 10 de novembro.
O brigadeiro Ben Roos, o oficial sul-africano sênior presente, logo teve a oportunidade de avaliar o inimigo e as colinas imponentes ao redor de Quifangondo. Ele descobriu que a linha das FAPLA em Quifangondo era de fato uma posição defensiva formidável e notou a presença de canhões e artilharia das FAPLA cobrindo o terreno com infantaria em força. Roos argumentou que um ataque a esta posição seria "equivalente ao suicídio".
Quanto mais Roos relatava suas observações, mais claro ficava para seus superiores que o ataque poderia ser inútil. O General Constand Viljoen, diretor de operações do exército da África do Sul, visitou Roberto e sua equipe em Ambriz alguns dias antes e passou algum tempo estudando o terreno antes deles. Ele estava acompanhado pelo General Magnus Malan, que era o chefe do exército sul-africano na época. Viljoen e Roos, que acreditavam que o ELNA era terrivelmente inadequado como força de combate convencional, argumentaram que Roberto deveria travar uma campanha defensiva, se possível. Eles recomendaram que Roberto se retirasse para o norte para alguma posição defensiva entre Caxito e Ambriz, fortalecendo seu controle sobre o campo ao redor de Luanda. Os benfeitores da CIA de Roberto estavam igualmente apreensivos e endossaram uma retirada da frente de Quifangondo em favor de um amplo movimento de cerco vindo do leste. Roberto rejeitou seu conselho. Esta foi sua última chance de destruir as FAPLA antes da independência de Angola ser concedida; além disso, ele achou desejável atacar antes que as FAPLA fossem ainda mais fortalecidas por seus aliados cubanos e soviéticos.
Os sul-africanos resignaram-se relutantemente a apoiar o ataque, apostando na probabilidade de que, se suas armas pudessem levar os defensores para baixo da terra em seus bunkers, um ataque de infantaria imediato e bem coordenado poderia romper o dispositivo.
O Coronel Santos e Castro, que apoiou um ataque frontal direto a Quifangondo, foi o responsável pela maior parte do planejamento operacional do ataque. No entanto, alguns dos outros voluntários portugueses foram mais céticos. Os dissidentes insistiram que Roberto deveria considerar um movimento de flanco através dos pântanos como sua principal via de abordagem. Alternativamente, ataques de flanco poderiam ser feitos através dos pântanos para apoiar o avanço principal ao longo da rodovia. Esta opção já havia sido discutida entre Roberto e seus conselheiros sul-africanos e rejeitada por vários motivos: o terreno pantanoso a leste da rodovia era intransitável para os veículos sobre rodas, possuía cobertura inadequada para conferir uma vantagem na camuflagem e a infantaria do ELNA recusou-se terminantemente a cruzá-lo a pé, citando o perigo representado por crocodilos e cobras venenosas.

## A Batalha

### Bombardeio de artilharia e aéreo sul-africano
Na noite de 9 de novembro, a artilharia sul-africana e zairense no Morro de Cal começou a disparar. Durante várias horas dispararam contra Quifangondo e para além das linhas dos defensores, em direção a Luanda. Vários projéteis caíram perto da refinaria de Luanda. Outros parecem ter visado as instalações das FAPLA no distrito de Grafanil. O bombardeio matou um civil em Grafanil, mas não causou nenhuma baixa às FAPLA ou aos cubanos. Os canhões das FAPLA não responderam, levando algumas das tropas do ELNA a concluirem erroneamente que as defesas de Quifangondo haviam sido abandonadas.

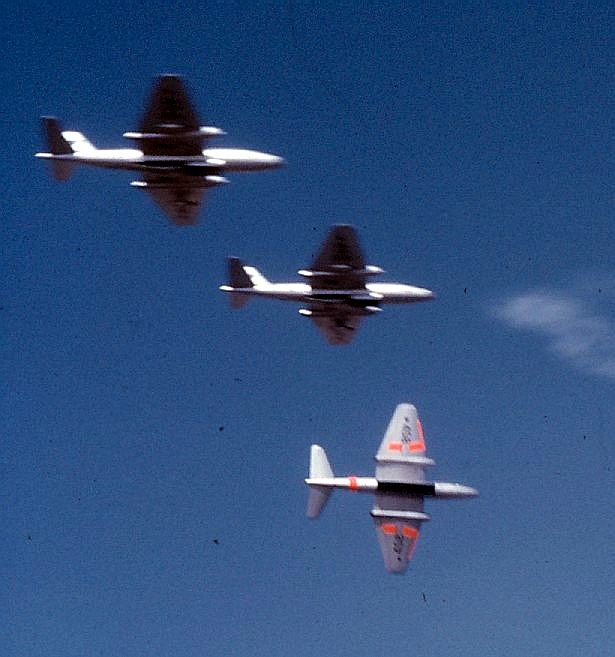
Três bombardeiros English Electric Canberra sul-africanos voando em formação cerrada, início dos anos 1970.

Às 5h40, o Major Bosch ordenou que fossem disparados tiros de longo alcance contra a hidrelétrica de Quifangondo e a ponte sobre o rio Bengo. Por dezenove minutos, seus canhões dispararam obuses de tempo sobre as linhas das FAPLA. Bosch cessou o fogo às 5:59h para aguardar o antecipado ataque aéreo, que ocorreu dentro do programado. Três aviões bombardeiros Canberra lançados da base da Força Aérea Sul-Africana em Rundu apareceram e iniciaram um bombardeio sobre as linhas das FAPLA. Ansioso para manter a negação plausível, o governo sul-africano ordenou que os pilotos dos Canberra voassem em altitudes tão elevadas que eles não conseguiram identificar seus alvos. Apenas quatro das nove bombas dos Canberras foram lançadas, e nenhuma atingiu os defensores. Depois de fazer esta única passagem sem sucesso, as aeronaves retornaram a Rundu.
Roos e Bosch observaram que o bombardeio de artilharia da manhã e o ataque subsequente dos Canberras pelo menos alcançaram o efeito psicológico desejável: eles notaram as tropas das FAPLA do outro lado do rio Bengo movendo-se para a retaguarda. Qualquer vantagem seria perdida, a menos que a infantaria do ELNA começasse a avançar imediatamente. Para sua frustração, isso não ocorreu porque os comandantes do ELNA estavam esperando Roberto, que havia insistido em testemunhar o ataque pessoalmente. Roberto estava no momento tomando seu café da manhã, e seu ritmo vagaroso para chegar à frente atrasou o avanço do ELNA em quase quarenta minutos. Para complicar ainda mais as coisas, nem todas as seções de infantaria do ELNA estavam em posição e nem todos os seus comandantes foram informados dos detalhes do ataque. Conseqüentemente, alguns dormiram demais. Isso causou mais atrasos, já que o estado-maior sênior do ELNA realizou um grupo de planejamento para detalhar o ataque aos comandantes de campo. Enquanto isso, todos os defensores das FAPLA haviam retornado às suas posições de combate.

### O assalto do ELNA
Às 7:40h, a força de Roberto iniciou seu avanço. Os nove carros blindados Panhard AML do ELNA pilotados por voluntários portugueses emergiram da cobertura dos palmeirais ao norte de Quifangondo e começaram a descer a estrada aberta em direção à vila. Eles foram seguidos por mais combatentes do ELNA embarcados em seis jipes e armados com canhões sem recuo de 106mm. O resto do grupo de assalto foi transportado de caminhão até o Morro de Cal, então desembarcou e seguiu os veículos a pé. Apesar dos atrasos da manhã, o moral estava alto, pois os atacantes foram capazes de ver seu objetivo final - Luanda - do Morro de Cal. Neste ponto, havia cerca de 600 soldados de infantaria regulares do ELNA e 700 paraquedistas zairenses na estrada. As tropas restantes de Roberto foram mantidas perto do Morro de Cal na reserva. 
A coluna do ELNA estava agora ao alcance da bateria de artilharia da 9ª Brigada das FAPLA, mas os defensores estavam sob ordens estritas de conter o fogo até que toda a força de ataque fosse encerrada dentro de uma zona de matança predeterminada entre a lagoa e a costa de leste a oeste, ou quando os veículos atingissem o trecho da rodovia elevada sobre o Lago Panguila. Monteiro "Ngongo" posicionou seus seis lançadores de foguetes Grad-P sobre o topo de uma colina para protegê-los da ação de contra-bateria sul-africana e zairense, mas ele e um segundo oficial foram postados à vista da rodovia para dirigir seu fogo.
Quando a maioria dos atacantes estava na estrada que atravessa o Lago Panguila e os carros blindados AML começaram a se aproximar do Rio Bengo, os defensores abriram fogo. Monteiro aparentemente deu a ordem quando as trincheiras das FAPLA foram atacadas pela metralhadora coaxial do primeiro AML. A bateria de canhões divisionais ZiS-3 de Monteiro, trabalhando em conjunto com a infantaria das FAPLA armada com canhões sem recuo B-10, imediatamente nocauteou os três AML. Os carros blindados destruídos prenderam os outros na frente da coluna, interrompendo sua única via de retirada. Em rápida sucessão, os obuseiros e canhões sem recuo das FAPLA também destruíram todos os seis jipes não-blindados. Os Grad-P de Monteiro dispararam alguns foguetes especulativos contra as posições de artilharia sul-africanas e zairenses, mas suas tripulações concluíram que não tinham o alcance para engajar os canhões maiores de forma eficaz. Posteriormente, eles começaram a disparar foguetes contra a infantaria do ELNA e zairense. Muitas das tropas do ELNA se dispersaram e fugiram após a primeira salva de foguetes. Outros buscaram cobertura no terreno pantanoso adjacente à estrada. Por fim, os defensores também começaram a bombardear a desmoralizada coluna de infantaria com morteiros. A rodovia confinada ofereceu às FAPLA a oportunidade de concentrar todo o seu fogo ao longo do eixo relativamente estreito do avanço do ELNA.

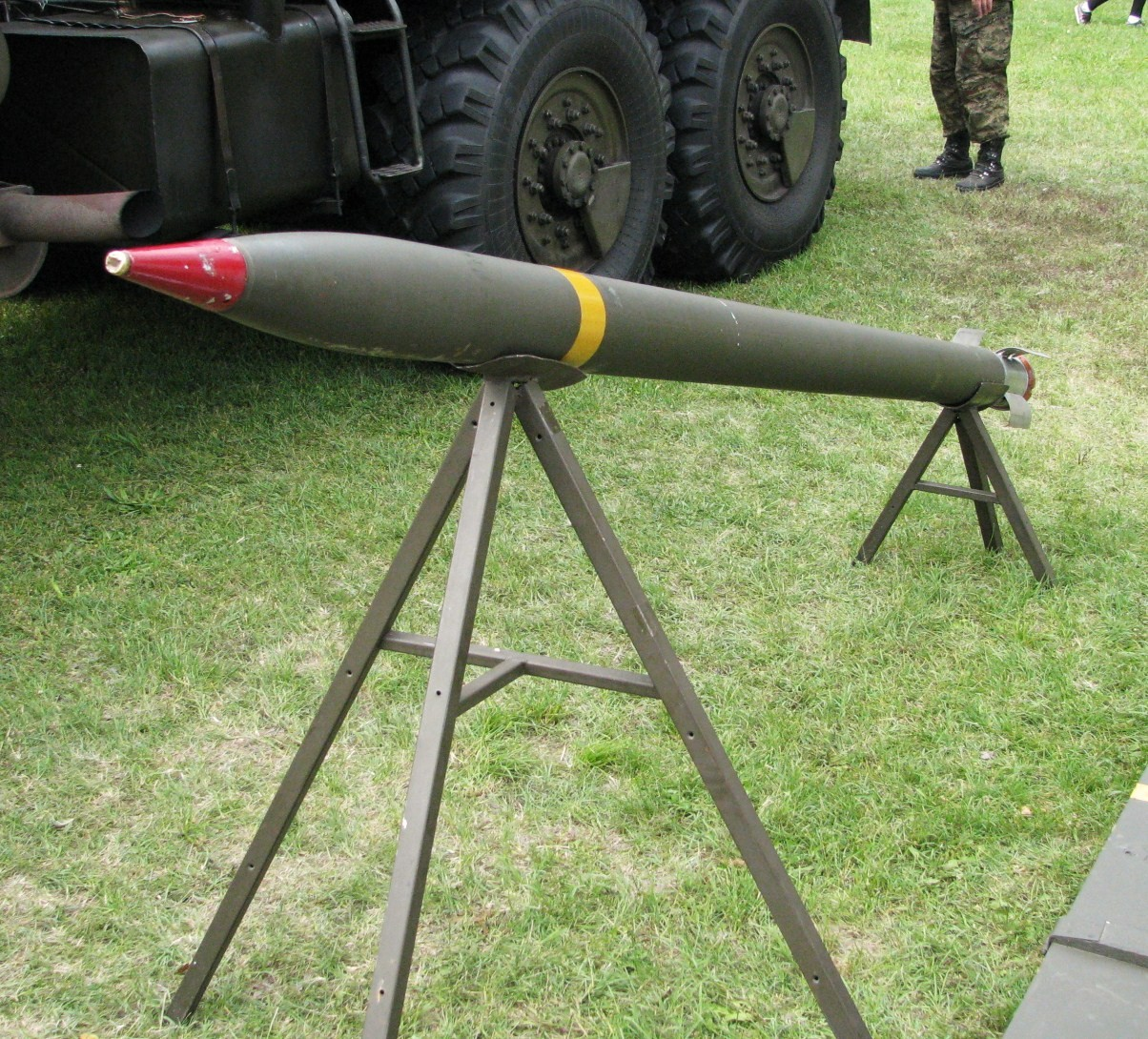
Foguete de 122mm disparado do Grad-P e BM-21.

Roberto ordenou o lançamento de seus seis morteiros de 120mm fornecidos pela CIA, mas quando eles foram trazidos para a frente, seus percussores inexplicavelmente sumiram. Enquanto isso, os canhões sul-africanos e zairenses começaram a se envolver em um duelo de artilharia com a bateria de Monteiro. A segurança para os canhões deveria ser fornecida por uma linha de tropas do ELNA à frente de suas posições, mas estas fugiram quando os primeiros foguetes caíram perto das suas posições. Um dos canhões de campanha zairenses sofreu uma explosão catastrófica em sua culatra ao tentar disparar seu primeiro tiro na batalha. O incidente ocorreu depois que o canhão foi duplamente carregado com propelente por sua equipe inexperiente, todos os quais morreram na explosão. O segundo canhão de campanha zairense foi posteriormente incapacitado por uma falha de ignição, que feriu sua equipe. Os canhões sul-africanos permaneceram operacionais, mas não tinham o alcance para neutralizar os Grad-P e não podiam igualar sua cadência de tiro. Um membro de uma das equipes de artilharia foi ferido por um fragmento de obus; ele foi a única baixa sul-africana em Quifangondo.
Os relatos sobre o volume do fogo de artilharia das FAPLA e o grau no qual os BM-21 cubanos podem ter participado na batalha permanecem contraditórios. John Stockwell estimou que "dois mil foguetes choveram sobre a força-tarefa quando ela se desbaratou e fugiu em pânico". Stockwell também afirmou que os BM-21 montados em caminhões desempenharam um papel ativo durante a batalha em Quifangondo, permitindo que suas equipes se deslocassem rapidamente sempre que estivessem sob o fogo de contra-bateria dos canhões sul-africanos. Monteiro foi inflexível ao afirmar que a única artilharia de foguetes que participou da luta foram seus seis Grad-P, e estimou que ele só disparou dez salvas de seis foguetes cada contra os atacantes.
Na primeira hora de batalha, as FAPLA destruíram virtualmente todos os veículos do ELNA e infligiram sérias baixas ao grupo de assalto. A infantaria sobrevivente retirou-se em desordem para uma granja abandonada perto do Morro de Cal, onde Roberto os reforçou com suas reservas. As tentativas de reconstituir o grupo de assalto na fazenda foram severamente prejudicadas por duas salvas de foguetes inimigos, possivelmente dos BM-21 cubanos atrás das linhas das FAPLA, que atingiram o local e infligiram pesadas baixas às tropas do ELNA reunidas para um segundo ataque.
Por volta das 11h, as reservas do ELNA começaram uma debandada desordenada. Roos, que tinha assistido o ataque parar e se desintegrar de sua posição no Morro de Cal, ordenou Bosch a se retirar com seus canhões para uma posição a norte do rio Dondo. As equipes de artilharia sul-africanas trabalharam freneticamente durante a noite para retirar os canhões do Morro de Cal, antes de chegar ao rio Dondo em meio a uma corrente de retardatários feridos e desmoralizados de unidades do ELNA desbaratas. Os paraquedistas zairenses também aderiram à retirada geral para o norte, mas se reagruparam no rio Dondo, onde o Coronel Lama tentou reunir os sobreviventes contra o contra-ataque que esperava das FAPLA. Os remanescentes dos voluntários portugueses do Coronel Santos e Castro reagruparam-se separadamente, a uma curta distância a nordeste do Morro de Cal.
As FAPLA não pressionaram sua vantagem e apenas seguiram a retirada do ELNA com cautela semanas após a batalha. Nas palavras do historiador sul-africano Willem Steenkamp, "os cubanos e as FAPLA perderam uma oportunidade maravilhosa de dar à FNLA um grande golpe de nocaute: uma força mecanizada razoavelmente forte poderia ter aproveitado ao máximo a confusão geral e o pânico para forçar um avanço até Ambriz."

## Consequências

### Baixas
As baixas militares combinadas do ELNA e do Zaire na Batalha de Quifangondo foram entre 100 e 150 mortos e cerca de 200 feridos. Roberto afirmou que só o ELNA sofreu 120 mortes confirmadas e estimou o número total de feridos como provavelmente o dobro. De acordo com o analista militar americano Spencer C. Tucker, uma contagem precisa seria maior, com o número dos mortos do ELNA e zairenses chegando a várias centenas.
A África do Sul sofreu um ferido. Os voluntários portugueses sofreram cinco mortes.
O ELNA perdeu a grande maioria de seus veículos em Quifangondo, incluindo todos os seis canhões sem recuo montados em jipes e pelo menos quatro carros blindados. Ambos os canhões de campanha zairenses foram destruídos ou tornados inoperantes e abandonados no campo de batalha; a equipe sobrevivente foi evacuada para Ambriz. Após a batalha, um soldado zairense foi encontrado vivo em um carro blindado destruído e feito prisioneiro pelas FAPLA.
As FAPLA tiveram um morto - um recruta que desobedeceu ordens e deixou sua trincheira quando a luta começou; ele foi morto por fogo de metralhadora do ELNA. Outros três militares das FAPLA ficaram feridos. Cuba sofreu dois feridos.

### O impacto no ELNA
A Batalha de Quifangondo teve enormes implicações estratégicas para o curso da Guerra Civil Angolana. Isso frustrou as esperanças de Roberto de capturar Luanda antes da data da independência de Angola, e basicamente garantiu o controle contínuo de Neto sobre a capital angolana. Às 18 horas daquele dia, o alto comissário português, Leonel Alexandre Gomes Cardoso, anunciou que Portugal estava transferindo a soberania da sua colônia para "o povo angolano" e partiu de Luanda por mar. Ele foi seguido logo em seguida pelos últimos militares portugueses. À meia-noite, Neto proclamou a criação da República Popular de Angola. O novo estado foi imediatamente reconhecido por 30 nações soberanas, incluindo a União Soviética, Brasil e Cuba. Em resposta, Roberto e seu homólogo da UNITA, Savimbi, proclamaram a República Democrática Popular de Angola, que não foi reconhecida por nenhum país, nem mesmo por seus aliados tradicionais Zaire e África do Sul.

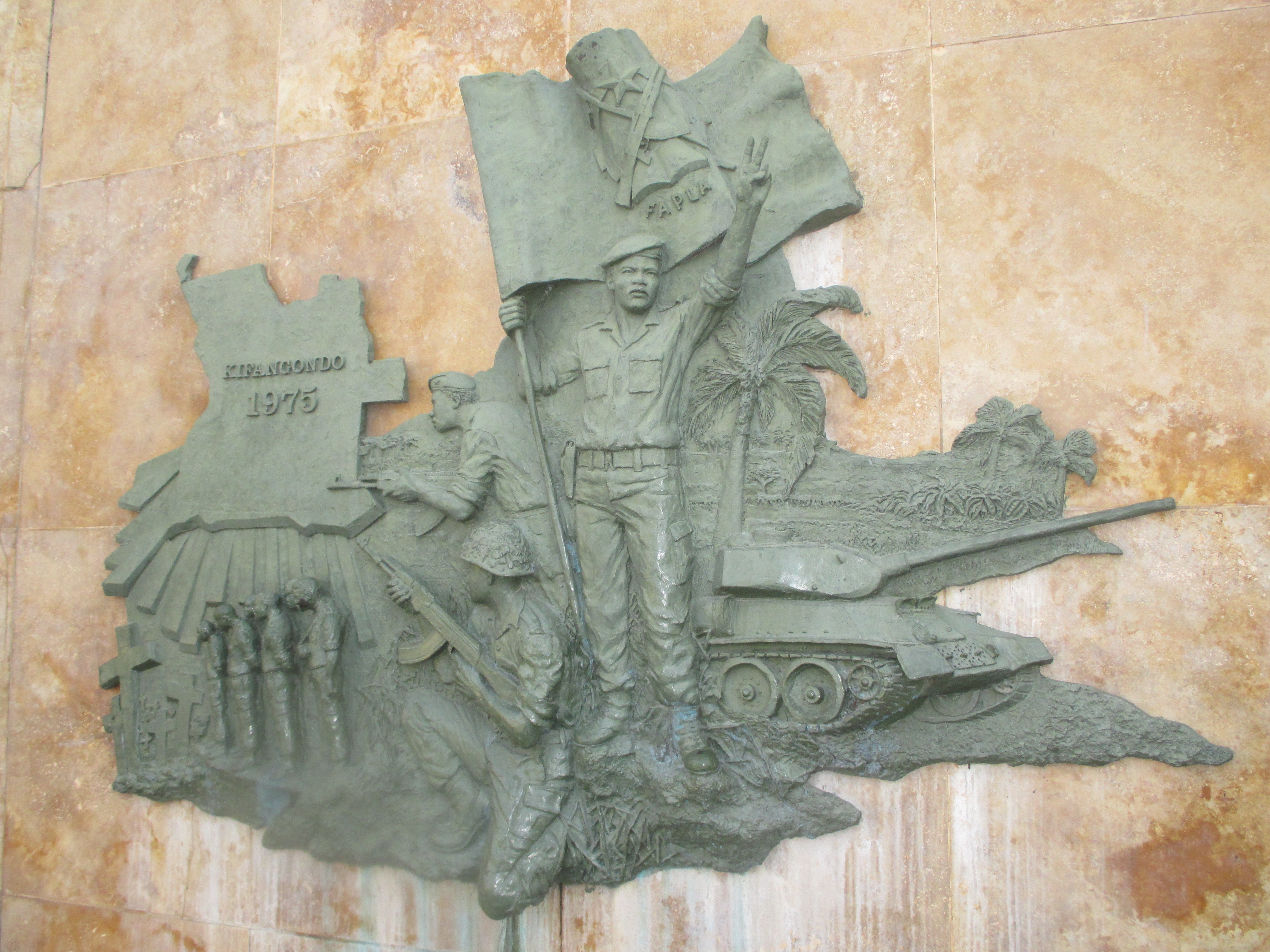
Relevo moderno em Quifangondo comemorando a vitória das FAPLA.

Entre os apoiadores de Roberto, as repercussões psicológicas de seu fracasso em tomar a capital ultrapassaram em muito as perdas de homens e materiais. Conforme relatos exagerados da derrota se espalharam pelas fileiras do ELNA, a disciplina rapidamente entrou em colapso e sabotou as tentativas de Roberto de consolidar suas forças. Milhares de soldados de Roberto não se retiraram em direção a Ambriz com seu líder. Roberto havia perdido todas as companhias, exceto duas - quase todo o seu exército - ao longo da frente Caxito-Ambriz em 24 de novembro. Seus aliados estrangeiros também evaporaram gradualmente. No rescaldo da batalha, o Coronel Lama perdeu quase dois terços do seu comando devido à deserção. O Brigadeiro Roos deu a Roberto alguns conselhos de despedida sobre o combater em ações de retardamento e providenciou para que seu estado-maior de logística e sua equipe de artilharia fossem evacuados de Ambriz por uma fragata da Marinha da África do Sul, a SAS President Steyn. Em 17 de novembro, a tripulação da fragata usou um helicóptero e vários barcos pneumáticos para retirar todo o pessoal sul-africano da costa de Ambriz. Os canhões médios de 5,5 polegadas foram inicialmente rebocados para o Zaire para evitar que caíssem nas mãos das FAPLA. Todos foram devolvidos à África do Sul de avião logo depois.
"Não houve perseguição nem engajamento de tropas [ou] unidades pelo MPLA, mas para a FNLA e os zairenses a guerra estava virtualmente terminada. Daí em diante, sempre que a força do MPLA/cubana se aproximava o suficiente para lançar alguns foguetes de 122mm em suas fileiras, uma retirada em pânico acontecia para a próxima cidade ou porto... na segunda semana após Quifangondo eles eram uma turba desmoralizada e indisciplinada fora do controle de seus oficiais."

- John Stockwell, sobre o estado das forças de Roberto no final de novembro.
No seu livro The Cuban Intervention in Angola, Edward George escreveu que “não é exagero dizer que a batalha de Quifangondo destruiu a FNLA, ainda que os combates entre eles e as FAPLA-cubanos continuassem por mais quatro meses”. Tonta Afonso Castro, membro do estado-maior do ELNA, comentou mais tarde que o moral da ala política da FNLA estava igualmente abalada: "recuamos [de Quifangondo]. Porém, nesta derrota, o partido político tornou-se muito mais derrotado do que os soldados que estavam no terreno."
Em 5 de dezembro, as FAPLA finalmente lançaram uma grande contra-ofensiva para o norte, recapturando Caxito. Roberto teve poucas alternativas a não ser abandonar Ambriz e fugir em direção à fronteira zairense. Os últimos pára-quedistas zairenses retiraram-se do norte de Angola nessa época. Stockwell causticamente escreveu sobre a retirada indisciplinada zairense: "Os melhores de Mobutu... desabafaram sua frustração nas aldeias e vilas no caminho de sua fuga, em uma onda de terrorismo, estupro e pilhagem, até que os membros da tribo Kongo do norte de Angola rezasse pela chegada antecipada do MPLA e dos libertadores cubanos”.
Privado de seu último aliado remanescente, o ELNA não era páreo para os exércitos combinados das FAPLA e cubanos arregimentados contra ele, e de janeiro de 1976 em diante a guerra no norte de Angola tornou-se um assunto virtualmente unilateral, com as FAPLA avançando rapidamente em direção à fronteira zairense no face de resistência local esporádica.
Com a maior parte de suas áreas tradicionais de apoio sob ocupação das FAPLA e o colapso final do ELNA como força de combate, a pretensão de Roberto ao poder político em Angola estava encerrada. Ele fugiu para o exílio no Zaire em fevereiro de 1976. Ao sul de Luanda, os combates continuaram inabaláveis durante décadas entre as FAPLA e as FALA até que esta última foi finalmente derrotada em 2002, pondo fim à guerra civil.